# Hanna Ożogowska

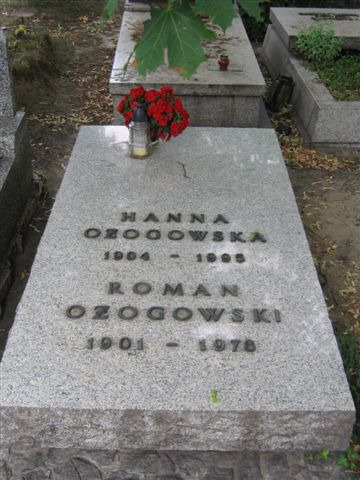
Ożogowskas grav på Powązkikyrkogården i Warszawa, 30 juli 2006

Hanna Ożogowska, född 20 juli 1904 i Warszawa, död 26 april 1995 i Warszawa, var en polsk romanförfattare, poet och översättare av rysk litteratur.